# My Arms, Your Hearse
My Arms, Your Hearse treći je studijski album švedskog heavy metal sastava Opeth. Album je bio objavljen 18. kolovoza 1998. godine. Ovo je bio prvi album skupine koji su istovremeno objavile diskografske kuće Candlelight Records (u Europi) i Century Black (u SAD-u).

## Pozadina
Nakon objave albuma Morningrise, Opeth je otišao na europsku turneju s Cradle of Filthom. Poslije nje su basist Johan DeFarfalla i bubnjar Anders Nordin napustili sastav te se potonji preselio u Brazil. My Arms, Your Hearse bio je prvi Opethov album na kojem je svirao bubnjar Martin Lopez. On se pridružio skupini nakon što je odgovorio na njen novinski oglas u kojem je tražila zamjenu za Andersa Nordina. Ubrzo nakon toga član grupe postao je basist Martín Méndez, prijašnji Lopezov kolega iz sastava i njegov prijatelj. Međutim, Méndez nije stigao naučiti basističke dionice na albumu te je stoga bas-gitaru tijekom snimanja albuma svirao frontmen Mikael Åkerfeldt. Sve skladbe na My Arms, Your Hearseu traju manje od deset minuta, što je u suprotnosti s prethodnim Opethovim albumom, Morningriseom, na kojem svaka pjesma traje dulje od deset minuta. Album je posvećen Leeju Barrettu (iz Candlelight Recordsa).
My Arms, Your Hearse, čiji je tekstualni koncept nastao prije same glazbe, bio je snimljen u ljeto 1997. u studiju Studio Fredman. Fredrik Nordström bio je producent albuma te je na posljednjoj skladbi svirao Hammond orgulje. Album je masterirao Göran Finnberg u studiju The Mastering Room. Album je nazvan prema tekstu pjesme "Drip, Drip" sastava Comus.
Nakon objave albuma, Opeth je održao nekoliko koncerata u Ujedinjenom Kraljevstvu te je potpisao ugovor s Peaceville Recordsom. Candlelight Records reizdao je My Arms, Your Hearse 2000. godine s dvije bonus pjesme: "Circle of the Tyrants" i "Remember Tomorrow", koje su bile poimence obrade grupa Celtic Frost i Iron Maiden.

## Glazbeni stil
U usporedbi s debitantskim albumom Orchid i Morningriseom, Opethov se glazbeni stil na My Arms, Your Hearseu nastavlja razvijati; i dalje su prepoznatljivi death metal korijeni grupe, ali su prisutni i utjecaji progresivnog rocka. Na albumu se pojavljuju žestoki rifovi, double bass prijelazi i grubi vokali, ali i harmonijske solo dionice, mirni i akustični prijelazi te čisti vokali. Raznolike i atmosferične skladbe, kao i njihovi tekstovi, teku iz jedne u drugu. My Arms, Your Hearse prvi je Opethov konceptualni album te govori o pokojnoj osobi koja, kao očajavajući duh, promatra svoju voljenu suprugu - koju bi želio dovesti u svoj svijet - kako upoznaje novog partnera nakon njegove smrti.

## Popis pjesama
Tekstovi i glazba: Mikael Åkerfeldt, osim pjesme "Demon of the Fall" koju je napisao s Peterom Lindgrenom. 
| 1.    | »Prologue« (instrumental) | 0:59 |
| 2.    | »April Ethereal«          | 8:41 |
| 3.    | »When«                    | 9:15 |
| 4.    | »Madrigal« (instrumental) | 1:25 |
| 5.    | »The Amen Corner«         | 8:44 |
| 6.    | »Demon of the Fall«       | 6:13 |
| 7.    | »Credence«                | 5:27 |
| 8.    | »Karma«                   | 7:52 |
| 9.    | »Epilogue« (instrumental) | 4:00 |
| 52:36 |                           |      |

| Bonus pjesme s reizdane inačice | Bonus pjesme s reizdane inačice                | Bonus pjesme s reizdane inačice | Bonus pjesme s reizdane inačice | Bonus pjesme s reizdane inačice | Bonus pjesme s reizdane inačice | Bonus pjesme s reizdane inačice | Bonus pjesme s reizdane inačice | Bonus pjesme s reizdane inačice | Bonus pjesme s reizdane inačice |
| Br.                             | Skladba                                        | Trajanje                        |                                 |                                 |                                 |                                 |                                 |                                 |                                 |
| ------------------------------- | ---------------------------------------------- | ------------------------------- | ------------------------------- | ------------------------------- | ------------------------------- | ------------------------------- | ------------------------------- | ------------------------------- | ------------------------------- |
| 10.                             | »Circle of the Tyrants« (obrada Celtic Frosta) | 4:38                            |                                 |                                 |                                 |                                 |                                 |                                 |                                 |
| 11.                             | »Remember Tomorrow« (obrada Iron Maidena)      | 5:28                            |                                 |                                 |                                 |                                 |                                 |                                 |                                 |
| 62:42                           |                                                |                                 |                                 |                                 |                                 |                                 |                                 |                                 |                                 |

## Recenzije
My Arms, Your Hearse zadobio je pohvale kritičara. Steve Huey sa stranice AllMusic izjavio je da "skladbe logično teku jedna u drugu te uglavnom duge pjesme sadrže dovoljno varijacija u teksturi i atmosferi kako bi dosljedno zadržale slušateljevu pozornost". Jeb iz časopisa Metal Faith je komentirao da "svaka skladba na određeni način teče u drugu, dajući tako cijelom albumu osjećaj ujedinjenosti". Jeff iz časopisa Mid West Metal je komentirao: "Budući da nikad nisam slušao Opeth, smatrao sam ih tipičnim black metal sastavom koji pjeva o ljubavi, vezama i sličnim sranjima. Doista nisam očekivao da ću biti toliko impresioniran kad je započela pjesma 'April Ethereal', od tog sam trenutka bio preobraćen! I iako album sadrži neke blage dijelove i neke folklorne karakteristike, još uvijek je u pitanju vrlo intenzivan album grupe za koju se čini da nije zaboravila na koji je jebeni način došla do svojeg trenutnog životnog vrhunca." Christian Renner iz Metal Crypta je napisao: "Glazbene sposobnosti članova su briljantne kao i uvijek te su skladbe upravo onakve kakve biste ih i očekivali od ove nevjerojatno talentirane grupe. Ovo je još jedan odličan album za koji bi većina današnjih sastava dala svoju desnu ruku da ga je napisala te ta sama izjava sama po sebi govori mnogo o skladateljskom talentu tima Åkerfeldt/Lindgren." Pedro Azevedo iz webzina Chronicles of Chaos o albumu je rekao: "Iako neki dijelovi bubnjarskog zvuka ponegdje zvuče jako čudno (usput, novi bubnjar i basist), instrumentalna je izvedba očekivano odlična te su Akerfeldtovi vokali opet zapanjujući. Dijelovi visoke kvalitete teku albumom, čineći ga doista izvrsnim. My Arms, Your Hearse uistinu je briljantan dokaz da švedski metal nije u potpunosti stagnirao." Kritičar Tartarean Desirea', Cseke Róbert, napisao je: "Ovaj je album snažniji i ljepši od većine današnje glazbe ovog žanra. Cijeli je ovaj album mješavina paklenog adrenalina i duše... My Arms, Your Hearse tako je moćan album da ga smatram jednim od najboljih u žanru." Demonic Tutor (Olivier Espiau) iz webzina Metal Storm komentirao je kako je album "putovanje prema raju i da:
Tim Henderson iz Brave Words & Bloody Knucklesa izjavio je: "Ovo će vam se svidjeti, ovo se jednostavno može opisati kao black metal verzija The Dark Side of the Moona u svom svojem ponosu i slavi. Zapravo, da se Gilmour pridružio Emperoru, ili da je Cradle zamijenio mjesto s Yesom - tako se doista može opisati My Arms, Your Hearse". U svojoj je recenziji za časopis Unrestrained! Chris Bruni izjavio kako je "My Arms, Your Hearse orijentir u ekstremnom metalu 1990-ih". Također je komentirao kako je album "zasigurno najljepše postignuće [sastava]" i da su "pjesme snažnije, žešće, kohezivnije, sa snažnijim zvukom koje im je omogućio Studio Fredman te su strukture i stavci pjesma jedni od najbolje ostvarenih struktura u metal glazbi".

## Zasluge
| Opeth - Mikael Åkerfeldt – vokali, gitara, bas-gitara, klavir - Peter Lindgren – gitara - Martin Lopez – bubnjevi, udaraljke Dodatni glazbenici - Fredrik Nordström – Hammond orgulje (na pjesmi "Epilogue"), produkcija, inženjer zvuka, miksanje | Ostalo osoblje - Tom Martinsen – dizajn - Göran Finnberg – mastering - Anders Fridén – produkcija, inženjer zvuka |